# Autorità di bacino dei fiumi Liri-Garigliano e Volturno
L'Autorità di bacino dei fiumi Liri-Garigliano e Volturno era una delle Autorità istituite a seguito dell'art. 13 della legge del 18 maggio 1989, n. 183, addetta alla gestione del bacino idrografico degli omonimi fiumi
(Liri-Garigliano e Volturno).
Il territorio gestito dall'ente fino al 2016 era suddiviso fra 450 comuni appartenenti a Abruzzo, Campania, Lazio, Molise, Puglia. La sede amministrativa era a Caserta.
Nel 2017 l'Autorità di bacino dei fiumi Liri-Garigliano e Volturno è stata soppressa per confluire nella nuova Autorità di bacino distrettuale dell'Appennino meridionale, la cui sede è ugualmente Caserta.